# Хебрејско писмо
Овај чланак се бави хебрејским словима. За хебрејске дијакритичке знаке види никуд (niqqud).
Хебрејско писмо (хебр. אָלֶף־בֵּית עִבְרִי [alefbet — алефбет]) се састоји од 22 слова којима се пише хебрејски језик. Широко је распрострањен и међу јеврејском дијаспором, тако да се и још неколико језика, као јидиш, ладино или јудео-арапски, пишу овим писмом.
Јевреји га зову алефбет (јер су прва два слова алеф [א] и бет [ב]). Број слова, њихов редослед, њихова имена као и њихове фонетске вредности су једнаке као у арамејском писму, јер су и Јевреји и Арамејци преузели феничанско писмо крајем другог миленијума п. н. е.
Савремено писмо којим се пише хебрејски језик је настало у трећем веку п. н. е. из арамејског, који су користили Јевреји још од 6. века п. н. е. Пре тога, користили су писмо које је у 9. веку п. н. е. настало из феничанског; у верским списима, Самарићани још увек користе варијанту овог старог писма.

## Опис
И у старом и у новом хебрејском писму не постоји разлика између тзв. малих и великих слова, већ само неколико слова има другачији облик када се пише на крају речи, слично арапском писму, али много једноставније. У писању се самогласници углавном не пишу. Хебрејско писмо се пише здесна налево.
Да би се правилно означавали самогласници, настао је већи број система дијакритичких знакова (никуд, мн. никудот, хеб. נקדות). Један од ових, звани Тиберијски систем је временом постао доминантан. Арон бен Мозес бен Ашер (Aaron ben Moses ben Asher), и његова породица кроз више генерација, се сматра заслужним за настанак и усавршавање овог система. Ове ознаке се користе за посебне намене, као што су библијски текстови, поезија или за учење хебрејског језика. У Тиберијском систему постоји и одређени број знакова за појање, који означавају како треба појати одређене цитате (слично европским неумама), као и одређени број круница, које се користе само у свицима Торе.
Хебрејска слова се могу користити и као бројеви (најчешће у Кабали), али су свакодневној употреби тзв. арапски одн. западни бројеви.

## Алефбет
Слова која су растављена са / представљају исто слово, с тим што је десни знак за писање на почетку и унутар речи, а леви за писање тог слова на крају речи.
| Алеф  | Бет | Гимел | Далет | Хе   | Вав | Зајин | Хет | Тет | Јод     | Каф |
| ----- | --- | ----- | ----- | ---- | --- | ----- | --- | --- | ------- | --- |
| א     | ב   | ג     | ד     | ה    | ו   | ז     | ח   | ט   | י       | כ   |
| א     | ב   | ג     | ד     | ה    | ו   | ז     | ח   | ט   | י       | ך   |
| Ламед | Мем | Нун   | Самех | Ајин | Пе  | Цаде  | Коф | Реш | Шин/син | Тав |
| ל     | מ   | נ     | ס     | ע    | פ   | צ     | ק   | ר   | ש       | ת   |
| ל     | ם   | ן     | ס     | ע    | ף   | ץ     | ק   | ר   | ש       | ת   |

Табела се чита здесна налево.

## Алеф (א)
| Име                  | Фонолошко                          |           |
| Име                  | Израелски изговор                  |           |
| Име                  | Ашкенаски изговор                  |           |
| Транскрипција        | Стандардна латинична               | ’         |
| Транскрипција        | Израелски стандард                 | ' 1       |
| Нумеричка вредност   |                                    | 1         |
| Формира самогласнике |                                    |           |
| Изговор (IPA)        | Израелски хебрејски                | ʔ         |
| Изговор (IPA)        | Ашкенаски хебрејски                | неми глас |
| Изговор (IPA)        | Сефардски хебрејски                | ʔ         |
| Изговор (IPA)        | Јеменитски хебрејски               | ʔ         |
| Изговор (IPA)        | Тиберијски хебрејски               | ʔ         |
| Изговор (IPA)        | Реконструисани библијски хебрејски | ʔ         |

1не пише се на почетку и крају речи; најчешће се свеједно не пише

## Бет (ב)
| Име                | Фонолошко                          |     |
| Име                | Израелски изговор                  | или |
| Име                | Ашкенаски изговор                  | или |
| Транскрипција      | Стандардна латинична               |     |
| Транскрипција      | Израелски стандард                 | или |
| Нумеричка вредност |                                    | 2   |
| Изговор (IPA)      | Израелски хебрејски                | или |
| Изговор (IPA)      | Ашкенаски хебрејски                | или |
| Изговор (IPA)      | Сефардски хебрејски                | или |
| Изговор (IPA)      | Јеменитски хебрејски               |     |
| Изговор (IPA)      | Тиберијски хебрејски               | или |
| Изговор (IPA)      | Реконструисани библијски хебрејски |     |

## Гимел (ג)
| Име                | Фонолошко                          |     |
| Име                | Израелски изговор                  |     |
| Име                | Ашкенаски изговор                  |     |
| Транскрипција      | Стандардна латинична               | или |
| Транскрипција      | Израелски стандард                 |     |
| Нумеричка вредност |                                    | 3   |
| Изговор (IPA)      | Израелски хебрејски                |     |
| Изговор (IPA)      | Ашкенаски хебрејски                |     |
| Изговор (IPA)      | Сефардски хебрејски                |     |
| Изговор (IPA)      | Јеменитски хебрејски               |     |
| Изговор (IPA)      | Тиберијски хебрејски               |     |
| Изговор (IPA)      | Реконструисани библијски хебрејски |     |

## Далет (ד)
| Име                | Фонолошко                          |     |
| Име                | Израелски изговор                  |     |
| Име                | Ашкенаски изговор                  |     |
| Транскрипција      | Стандардна латинична               | или |
| Транскрипција      | Израелски стандард                 |     |
| Нумеричка вредност |                                    | 4   |
| Изговор (IPA)      | Израелски хебрејски                |     |
| Изговор (IPA)      | Ашкенаски хебрејски                |     |
| Изговор (IPA)      | Сефардски хебрејски                |     |
| Изговор (IPA)      | Јеменитски хебрејски               | или |
| Изговор (IPA)      | Тиберијски хебрејски               | или |
| Изговор (IPA)      | Реконструисани библијски хебрејски |     |

## Хе (ה)
| Име                | Фонолошко                          |     |
| Име                | Израелски изговор                  |     |
| Име                | Ашкенаски изговор                  |     |
| Транскрипција      | Стандардна латинична               | или |
| Транскрипција      | Израелски стандард                 | 1   |
| Нумеричка вредност |                                    | 5   |
| Изговор (IPA)      | Израелски хебрејски                |     |
| Изговор (IPA)      | Ашкенаски хебрејски                |     |
| Изговор (IPA)      | Сефардски хебрејски                |     |
| Изговор (IPA)      | Јеменитски хебрејски               |     |
| Изговор (IPA)      | Тиберијски хебрејски               |     |
| Изговор (IPA)      | Реконструисани библијски хебрејски |     |

1 не пише се на крају речи

## Вав (ו)
| Име                  | Фонолошко                          |     |
| Име                  | Израелски изговор                  |     |
| Име                  | Ашкенаски изговор                  | или |
| Транскрипција        | Стандардна латинична               |     |
| Транскрипција        | Израелски стандард                 |     |
| Нумеричка вредност   |                                    |     |
| Формира самогласнике |                                    | ,   |
| Изговор (IPA)        | Израелски хебрејски                |     |
| Изговор (IPA)        | Ашкенаски хебрејски                |     |
| Изговор (IPA)        | Сефардски хебрејски                |     |
| Изговор (IPA)        | Јеменитски хебрејски               |     |
| Изговор (IPA)        | Тиберијски хебрејски               |     |
| Изговор (IPA)        | Реконструисани библијски хебрејски |     |

## Зајин (ז)
| Име                | Фонолошко                          |   |
| Име                | Израелски изговор                  |   |
| Име                | Ашкенаски изговор                  |   |
| Транскрипција      | Стандардна латинична               |   |
| Транскрипција      | Израелски стандард                 |   |
| Нумеричка вредност |                                    | 7 |
| Изговор (IPA)      | Израелски хебрејски                |   |
| Изговор (IPA)      | Ашкенаски хебрејски                |   |
| Изговор (IPA)      | Сефардски хебрејски                |   |
| Изговор (IPA)      | Јеменитски хебрејски               |   |
| Изговор (IPA)      | Тиберијски хебрејски               |   |
| Изговор (IPA)      | Реконструисани библијски хебрејски |   |

## Хет (ח)
| Име                | Фонолошко                          | (архаично ) |
| Име                | Израелски изговор                  |             |
| Име                | Ашкенаски изговор                  |             |
| Транскрипција      | Стандардна латинична               | (архаично ) |
| Транскрипција      | Израелски стандард                 | 1 ch2       |
| Нумеричка вредност |                                    | 8           |
| Изговор (IPA)      | Израелски хебрејски                |             |
| Изговор (IPA)      | Ашкенаски хебрејски                |             |
| Изговор (IPA)      | Сефардски хебрејски                |             |
| Изговор (IPA)      | Јеменитски хебрејски               |             |
| Изговор (IPA)      | Тиберијски хебрејски               |             |
| Изговор (IPA)      | Реконструисани библијски хебрејски |             |

1 на почетку и након сугласника
2 на осталим местима у речи